# Syam Ben Youssef
Syam Ben Youssef (arab. صيام بن يوسف, Ṣiyām Bin Yūsuf; ur. 31 marca 1989 w Marsylii) – tunezyjski piłkarz występujący na pozycji środkowego obrońcy.
Gra w egipskim klubie piłkarskim Pyramids FC

## Kariera klubowa
Swoją karierę piłkarską Ben Youssef rozpoczął we Francji, w klubie US Traminots Marseille. W 2004 roku podjął treningi w juniorach SC Bastia. W sezonie 2008/2009 zadebiutował w barwach Bastii w drugiej lidze francuskiej.
Latem 2009 roku Ben Youssef przeszedł do Espérance Tunis. Swój debiut w nim zanotował 12 września 2009 w zwycięskim 4:0 domowym meczu z Club Sportif Sfaxien. Wraz z Espérance dwukrotnie wywalczył dwa mistrzostwa Tunezji w sezonach 2009/2010 i 2010/2011, Puchar Tunezji w sezonie 2010/2011 oraz wygrał Ligę Mistrzów w 2011 roku.
W 2012 roku Ben Youssef został piłkarzem Leyton Orient grającego w League One. W nim swój debiut zaliczył 6 marca 2012 w przegranym 2:4 wyjazdowym meczu z Wycombe Wanderers. W Leyton Orient grał przez pół roku.
Latem 2012 roku Ben Youssef przeszedł do Astry Giurgiu. W Astrze swój debiut zanotował 22 lipca 2012 w wygranym 2:1 wyjazdowym meczu z Glorią Bystrzyca. W sezonie 2013/2014 wywalczył z Astrą wicemistrzostwo Rumunii oraz zdobył Puchar Rumunii. Latem 2014 zdobył Superpuchar Rumunii.
Latem 2015 roku Ben Youssef został zawodnikiem SM Caen. Zadebiutował w nim 22 sierpnia 2015 w przegranym 1:2 wyjazdowym meczu z OGC Nice.
5 lipca 2017 roku uzgodnił warunki rozwiązania kontraktu z Caen i podpisał trzyletni kontrakt z tureckim klubem Kasımpaşa SK.
25 stycznia 2020 roku Denizlispor ogłosił pozyskanie tunezyjskiego obrońcy do końca sezonu 2019/2020.
| Sezon   | Klub            | Kraj    | Rozgrywki  | Mecze | Bramki |
| ------- | --------------- | ------- | ---------- | ----- | ------ |
| 2008/09 | SC Bastia       | Francja | Ligue 2    | 4     | 0      |
| 2009/10 | Espérance Tunis | Tunezja | CLP-1      | 20    | 3      |
| 2010/11 | Espérance Tunis | Tunezja | CLP-1      | 7     | 0      |
| 2011/12 | Leyton Orient   | Anglia  | League One | 9     | 0      |
| 2012/13 | Astra Giurgiu   | Rumunia | Liga I     | 23    | 2      |
| 2013/14 | Astra Giurgiu   | Rumunia | Liga I     | 21    | 0      |
| 2014/15 | Astra Giurgiu   | Rumunia | Liga I     | 23    | 1      |
| 2015/16 | SM Caen         | Francja | Ligue 1    | 18    | 3      |
| 2016/17 | SM Caen         | Francja | Ligue 1    | 17    | 0      |
| 2017/18 | Kasımpaşa SK    | Turcja  | Süper Lig  | 26    | 1      |
| 2018/19 | Kasımpaşa SK    | Turcja  | Süper Lig  | 32    | 2      |
| 2019/20 | Kasımpaşa SK    | Turcja  | Süper Lig  | 15    | 1      |
| 2019/20 | Denizlispor     | Turcja  | Süper Lig  | 4     | 0      |

## Kariera reprezentacyjna
W reprezentacji Tunezji Ben Youssef zadebiutował 13 października 2013 roku w zremisowanym 0:0 meczu play-off do MŚ 2014 z Kamerunem, rozegranym w Radis. W 2015 roku został powołany do kadry na Puchar Narodów Afryki 2015. Dwa lata później również znalazł się w kadrze na turniej. W 2018 roku znalazł się w 23 osobowej grupie powołanej na Mistrzostwa Świata w Piłce Nożnej 2018. Na mundialu wystąpił w dwóch spotkaniach: przeciwko Belgii oraz przeciwko Anglii.